# Aurelio Mosquera Narváez
Aurelio Mosquera Narváez (2. srpna 1883, Quito – 17. listopadu 1939, Quito) byl ekvádorský lékař, politik a také prezident země.

## Biografie
Alberto Mosquera Narváez ukončil úspěšně roku 1907 studium medicíny na Universidad Central del Ecuador, následně byl zaměstnán na téže univerzitě od roku 1908 jako docent, od roku 1928 jako rektor. Byl členem strany Partido Liberal Radical Ecuatoriano a také senátorem. Okolnosti ohledně jeho úmrtí jsou avšak nejasné. Spekuluje se o tom, zdali se nejednalo o sebevraždu.